# Масса-Фермана
Масса-Фермана (італ. Massa Fermana) — муніципалітет в Італії, у регіоні Марке,  провінція Фермо.
Масса-Фермана розташована на відстані близько 165 км на північний схід від Рима, 55 км на південь від Анкони, 21 км на захід від Фермо.
Населення — 982 особи (2014).
Щорічний фестиваль відбувається 10 серпня. Покровитель — святий мученик Лаврентій.

## Демографія
Населення за роками:

Станом на 1 січня 2023 року в муніципалітеті офіційно проживало 118 іноземців з 11 країн, серед них 27 громадян країн Євросоюзу та 3 громадяни України.

## Сусідні муніципалітети
- Фермо
- Лоро-Пічено
- Мольяно-(мк)
- Монтаппоне
- Монтеджорджо